# Independiente del Valle
A Club Social y Deportivo Independiente, egyszerűen csak Independiente del Valle vagy Independiente, ecuadori élvonalbeli labdarúgócsapat Sangolquíban. Korábban Club Social y Deportivo Independiente José Teránnak hívták.

## Története
A klubot 1958. március 1-jén alapították. 2009-ben megnyerték a másodosztályú bajnokságot, amivel először jutottak fel Ecuador legfelsőbb ligájába, a Serie A-ba.
2013 és 2021 között az Independiente mindössze háromszor (2016, 2018 és 2019) nem végzett a dobogón, és minden szezonban biztosította a kvalifikációját a kontinensviadalokra.
2021. december 12-én eldőlt, hogy a klub megnyerte az első Serie A címét.

## Eredmények

### Hazai
- Serie A
  - Győztes (1): 2021
  - Második helyezett (3): 2013, 2023, 2024
- Ecuadori kupa
  - Győztes (1):	2022
  - Második helyezett (1): 2024

### Nemzetközi
- Copa Libertadores
  - Döntős (1): 2016
- Copa Sudamericana
  - Győztes (2): 2019, 2022
- Recopa Sudamericana
  - Győztes (1): 2023
  - Döntős (1): 2020